# Eusarca pandarica
Eusarca pandarica är en fjärilsart som beskrevs av Walker 1860. Eusarca pandarica ingår i släktet Eusarca och familjen mätare. Inga underarter finns listade i Catalogue of Life.